# Sigismondo Arquer

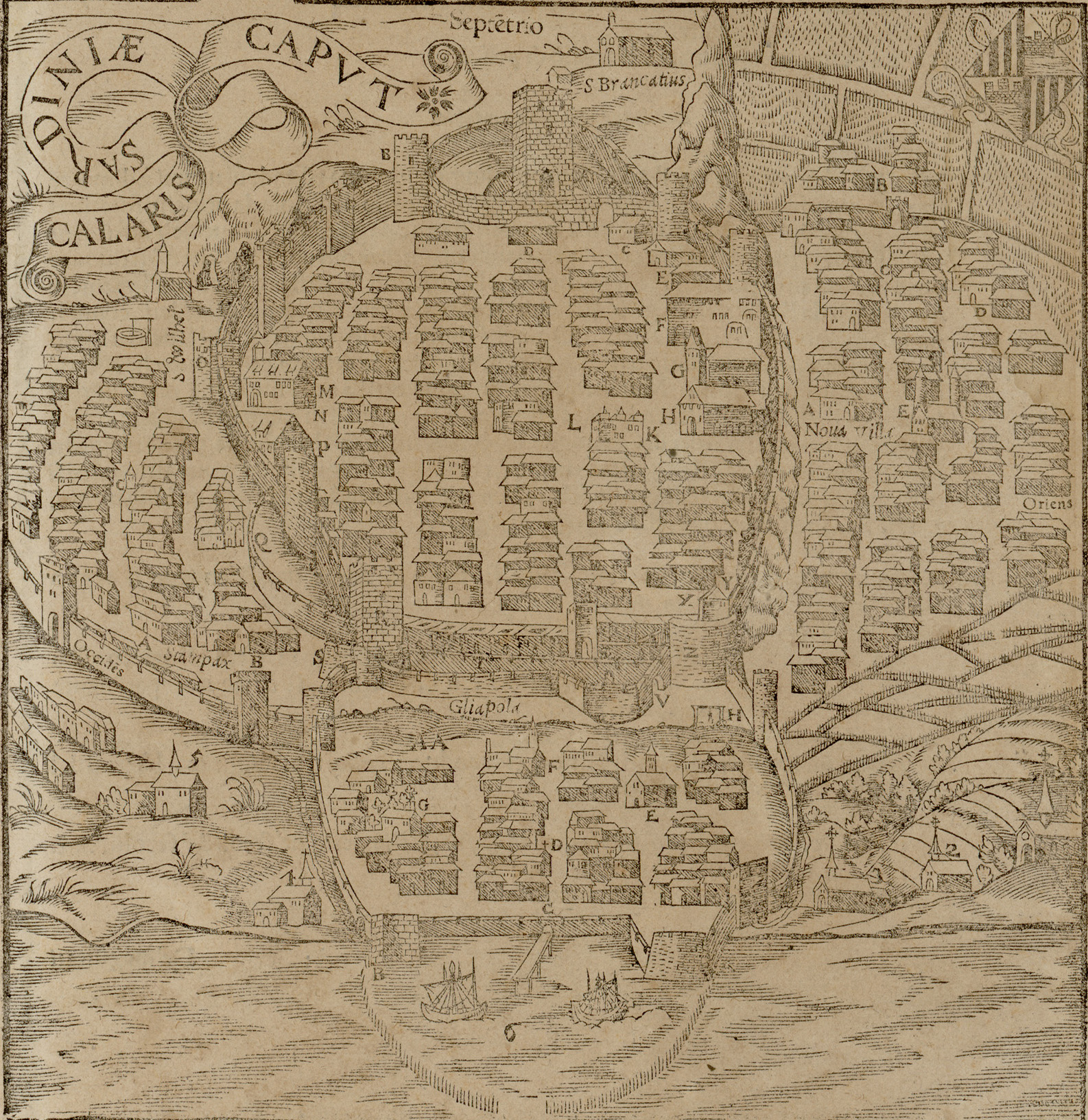
La famosa mappa di Cagliari disegnata da Arquer per la Cosmographia universalis del Münster

Sigismondo Arquer (Cagliari, 1530 – Toledo, 4 giugno 1571) è stato un giurista e letterato sardo, giustiziato sul rogo per eresia nel 1571.

## Biografia
Nato a Cagliari nel 1530, laureato a 17 anni a Pisa in utroque iure e poi a Siena in teologia, nel 1553 era già procuratore generale del Regno di Sardegna, a quei tempi parte della corona degli Asburgo di Spagna.
Rigoroso e intransigente, si inimicò le consorterie nobiliari sarde del suo tempo, specie la potente famiglia feudataria degli Aymerich, che lo accusarono invano di malversazioni. I suoi nemici puntarono più tardi sull'eresia, non solo sulla base della giovanile pubblicazione dell'Arquer, Sardiniae brevis historia et descriptio come voce della famosa Cosmographia universalis del luterano ex francescano Sebastian Münster, dove criticava il clero sardo, ma anche per le sue effettive tendenze riformistiche, per le quali l'Arquer non accettò mai la squalifica di eretiche o luterane.
Arrestato in Spagna e processato lungo oltre otto anni di carcerazione, fu giustiziato a Toledo, in Plaza de Zocodover, la sera del 4 giugno 1571, poche settimane prima della battaglia di Lepanto.
Alla sua vicenda, a lungo taciuta, dopo l'interesse della storiografia anche europea dall'Ottocento fino a oggi, si sono ispirati scrittori sardi (anche di teatro) contemporanei, da Francesco Masala a Sergio Atzeni e a Giulio Angioni autore del romanzo storico-biografico Le fiamme di Toledo.

## Opere
- Sigismondo Arquer, Sardiniae brevis historia et descriptio, a cura di Maria Teresa Laneri, con un saggio introduttivo di Raimondo Turtas, Cagliari, CUEC, 2007, (voce della Cosmographia universalis, di Sebastian Münster, 1550).